# 明治アニマルヘルス
明治アニマルヘルス株式会社（めいじアニマルヘルス、Meiji Animal Health Co., Ltd.）は、動物用医薬品の製造販売を手掛けている日本の企業。明治ホールディングス株式会社の傘下企業であり、KMバイオロジクスの子会社。

## 概要
KMバイオロジクスとMeiji Seika ファルマは、長年にわたり動物用医薬品の製造販売を手掛けてきた。両社は2023年の中期経営計画において「事業ポートフォリオの再構築」を掲げており、両社の経営資源を医療用医薬品事業などに集中することにした。
KMバイオロジクスとMeiji Seika ファルマは2021年10月4日に、両社が手掛けている動物用医薬品事業を統合した新会社である明治アニマルヘルス株式会社を2022年4月1日に設立する事を発表。明治アニマルヘルスは2022年4月1日付で、KMバイオロジクスとMeiji Seika ファルマから動物用医薬品事業を譲受して営業を開始した。登記上の本店はKMバイオロジクスと同じ熊本市北区に置かれる。但し、KMバイオロジクスの動物用医薬品生産事業はそのまま残る。

## 事業所
- 本店・熊本支店 - 熊本県熊本市北区大窪一丁目6番1号
- 東京本社 - 東京都中央区京橋2丁目4番16号
- 札幌支店 - 北海道札幌市中央区北4条東1丁目2番3号 札幌フコク生命ビル6階
- 仙台支店 - 宮城県仙台市青葉区一番町二丁目8番15号 太陽生命仙台ビル4階
- 東京支店 - 東京都北区王子一丁目13番14号 朝日生命王子ビル7階
- 岡山支店 - 岡山県岡山市北区柳町一丁目1番1号 住友生命岡山ビル9階

## 主な製品
- パナメクチン（犬用）
- メイベット
- マリンバンテル - トラフグのエラムシ（ヘテロボツリウム症）治療用
- 畜産用消毒薬（ライブストック） - アストップ、パコマ、クレンテ、トライキル、ゼクトン